# Contea di Thayer
La contea di Thayer (in inglese Thayer County) è una contea dello Stato del Nebraska, negli Stati Uniti. La popolazione al censimento del 2000 era di 6 055 abitanti. Il capoluogo di contea è Hebron.